# لانس بارنارد
لانس بارنارد (بالإنجليزية: Lance Barnard)‏ (و. 1919 – 1997 م) هو دبلوماسي، وسياسي أسترالي، ولد في لاونسستون، كان عضوًا في حزب العمال الأسترالي، توفي في ملبورن، عن عمر يناهز 78 عاماً.

## مناصب
تولى منصب وزير الدفاع ‏ (5 ديسمبر 1972–6 يونيو 1975)
- وزير الخدمات الاجتماعية [الإنجليزية]‏ (5 ديسمبر 1972–19 ديسمبر 1972)
- نائب رئيس وزراء أستراليا  [لغات أخرى]‏ (5 ديسمبر 1972–12 يونيو 1974)
- نائب رئيس وزراء أستراليا  [لغات أخرى]‏ (2 ديسمبر 1972–18 مايو 1974)
- وزير الدفاع  [لغات أخرى]‏ (2 ديسمبر 1972–6 يونيو 1975)
- عضو مجلس النواب الأسترالي ‏ (29 مايو 1954–2 يونيو 1975)

.

## جوائز
حصل على جوائز منها:

نيشان أستراليا من رتبة ضابط